# Georgi Miłanow
Georgi Wencisławow Miłanow (bułg. Георги Венциславов Миланов, ur. 19 lutego 1992 w Lewskim) – piłkarz bułgarski grający na pozycji ofensywnego pomocnika w Lewskim Sofia. Jego bliźniak Ilija Miłanow także jest piłkarzem.

## Kariera klubowa
Swoją karierę piłkarską Miłanow rozpoczął wraz z bratem Iliją w Liteksie Łowecz. W 2009 roku został przesunięty przez trenera Stanimira Stoiłowa do kadry pierwszego zespołu Liteksu. 8 sierpnia 2009 zadebiutował w pierwszej lidze bułgarskiej w zwycięskim 5:0 wyjazdowym meczu z Łokomotiwem Mezdra. W 5. minucie tego meczu zdobył swojego pierwszego gola w karierze dla Liteksu. Po debiucie stał się podstawowym zawodnikiem klubu z Łowecza. W sezonach 2009/2010 i 2010/2011 wywalczył z Liteksem dwa tytuły mistrza Bułgarii. W 2010 roku zdobył też Superpuchar Bułgarii.
W lipcu 2013 Milanow trafił do CSKA Moskwa. Zadebiutował w nim 18 sierpnia 2013 w wygranym 1:0 domowym meczu z Kubaniem Krasnodar. W sezonie 2013/2014 wywalczył mistrzostwo Rosji, a w sezonie 2014/2015 został wicemistrzem kraju.
Zimą 2016 roku Milanow został wypożyczony z CSKA do Grasshoppers Zurych. Swój debiut w nim zaliczył 21 lutego 2016 w wygranym 3:0 domowym meczu z FC Sion. W 2016 roku wrócił do CSKA i w sezonach 2016/2017 i 2017/2018 wywalczył z nim wicemistrzostwo Rosji.
W 2018 roku Milanow przeszedł do węgierskiego MOL Vidi, w którym zadebiutował 26 września 2018 w wygranym 3:1 domowym meczu z Mezőkövesdi SE. Z klubem tym dwukrotnie wywalczył mistrzostwo Węgier w sezonach 2018/2019 i 2019/2020. W 2020 odszedł z klubu.
W 2021 roku Milanow został zawodnikiem Lewskiego Sofia, w którym swój debiut zaliczył 8 sierpnia 2021 w przegranym 0:2 domowym meczu z Ardą Kyrdżali.
| Sezon   | Klub                | Kraj       | Rozgrywki     | Mecze | Bramki |
| ------- | ------------------- | ---------- | ------------- | ----- | ------ |
| 2009/10 | Liteks Łowecz       | Bułgaria   | A PFG         | 26    | 2      |
| 2010/11 | Liteks Łowecz       | Bułgaria   | A PFG         | 28    | 4      |
| 2011/12 | Liteks Łowecz       | Bułgaria   | A PFG         | 25    | 6      |
| 2012/13 | Liteks Łowecz       | Bułgaria   | A PFG         | 27    | 16     |
| 2013/14 | CSKA Moskwa         | Rosja      | Priemjer-Liga | 22    | 1      |
| 2014/15 | CSKA Moskwa         | Rosja      | Priemjer-Liga | 28    | 2      |
| 2015/16 | CSKA Moskwa         | Rosja      | Priemjer-Liga | 18    | 0      |
| 2015/16 | Grasshoppers Zurych | Szwajcaria | Super League  | 11    | 0      |
| 2016/17 | CSKA Moskwa         | Rosja      | Priemjer-Liga | 18    | 2      |
| 2017/18 | CSKA Moskwa         | Rosja      | Priemjer-Liga | 13    | 0      |
| 2018/19 | MOL Vidi            | Węgry      | NB I          | 24    | 1      |
| 2019/20 | MOL Vidi            | Węgry      | NB I          | 18    | 3      |

## Kariera reprezentacyjna
3 marca 2010 roku Miłanow zadebiutował w reprezentacji Bułgarii U-21 w przegranym 0:2 towarzyskim meczu z Czarnogórą U-21. Z kolei w dorosłej reprezentacji swój debiut zanotował 7 października 2011 w towarzyskim spotkaniu z Ukrainą (0:3).